# Liste des évêques de Vallo della Lucania
Cette liste recense les évêques qui se sont succédé sur le siège du diocèse de Vallo della Lucania.

## Évêques de Vallo della Lucania
- Fiorenzo (499-502)
- Felice di Agropoli (mentionné en 592)
- Giovanni Ier (mentionné en 649)
- Paolo (mentionné en 932)
- Giovanni II (957-963)
- Pietro Ier (mentionné en 967)
- Pandone (977-979)
- Landone (mentionné en 989)
- Giovanni III (1019-1020)
- Giovanni IV (1041-1047), nommé archevêque de Salerne
- Amato (1047-1059)
- Maraldo (1071-1097)
- Alfano (1100-1134)
- Celestino (1134)
- Giovanni V (1142-1146)
- Celso (mentionné en 1156)
- Leonardo (mentionné en 1159)
- Arnulfo (1174/1176-1179)
- Michele (mentionné en 1187)
- Alessandro (mentionné en 1195)
- Anastasio (mentionné en 1196)
- Gilberto (1209-1218)
- Bonomo (1223-1227)
- Anonyme (mentionné en 1231 et 1235)
- Benvenuto (1251-1267)
- Anonyme (mentionné en 1273)
- Pietro II (1275-1286)
- Goberto (1286-1294)
- Giovanni VI della Porta (1294-1312)
- Filippo da Santo Magno (1312-1338)
- Tommaso da Santo Magno (1341-1382)
- Giacomo, O.E.S.A (1382-1399)
  - Nicola Morini (1382- ?) (antiévêque)
  - Giovanni Loar, O.E.S.A (1385- ?) (antiévêque)
  - Riccardo (? -1391) (antiévêque), nommé antiévêque de Troia
- Giovanni de Pannella (1399-1405), nommé évêque de Muro Lucano
- Guglielmo (1405-1410)
- Baldassarre de Giudice (1412-1418)
  - Giovanni Panella Caracciolo (1418-1418) (évêque élu), nommé évêque d'Anglona
- Tommaso de Beringarii (1418-1422)
- Bernardino o Berardo Caracciolo (1422-1425), nommé évêque de Cosenza
- Francesco Tomacelli (1425-1439)
- Bartolomeo (1439-1441)
- Masello Mirto, O.S.B.I (1441-1462)
- Francesco Conti di Segni (1463-1471)
- Francesco Bertini (1471-1476)
- Ludovico Fenollet (1476-1476)
- Ausias Despuig (1476-1483)
- Ludovico Podocataro (1483-1503), nommé archevêque de Benevent
  - Luigi d'Aragona (1503-1514), administrateur apostolique
  - Vincenzo Galeota (1514-1522), administrateur apostolique
  - Lorenzo Pucci (1522-1523), administrateur apostolique
  - Tommaso Caracciolo (1523-1531), administrateur apostolique
- Enrico Loffredo (1531-1547)
- Francesco Sfondrati (1547-1549), nommé archevêque à titre personnel du diocèse de Cremone
- Girolamo Verallo (1549-1553)
- Paolo Emilio Verallo (1553-1574)
- Lorenzo Belo (1574-1586)
- Lelio Morelli (1586-1609)
- Giovanni Vitellio, C.R (1609-1610)
- Pedro de Mata y Haro, C.R (1611-1627)
- Francesco Maria Brancaccio (1627-1635)
- Luigi Pappacoda (1635-1639), nommé évêque de Lecce
- Tommaso Carafa (1639-1664)
- Camillo Ragona (1665-1676)
- Andrea Bonito, C.O (1677-1684)
- Giovanni Battista de Pace (1684-1698)
- Vincenzo Corcione (1699-1703)
- Francesco Paolo Nicolai (1704-1716), nommé archevêque de Conza
- Carlo Francesco Giocoli (1717-1723)
- Agostino Odoardi, O.S.B (1724-1741)
- Pietro Antonio Raimondi (1742-1768)
- Angelo Maria Zuccari (1768-1794)
  - Siège vacant (1794-1797)
- Vincenzo Torrusio (1797-1804), nommé évêque de Nole
- Filippo Speranza (1804-1834)
- Michele Barone (1835-1842)
- Giuseppe d'Alessandro (1843-1845), nommé évêque de Sessa Aurunca
- Gregorio Fistilli (1845-1848)
  - Siège vacant (1848-1855)
  - Vincenzo Maria Marolda, C.Ss.R (1852-1854), administrateur apostolique
- Francesco Giampaolo (1855-1859), nommé évêque de Larino
- Giovanni Battista Siciliani, O.F.M.Conv (1859-1876)
- Pietro Maglione (1876-1900)
- Paolo Jacuzio (1900-1917), nommé archevêque de Sorrente
- Francesco Cammarota (1917-1935)
- Raffaele De Giuli (1936-1946), nommé évêque d'Albenga
- Domenico Savarese (1947-1955)
- Biagio D'Agostino (1956-1974)
- Giuseppe Casale (1974-1988), nommé archevêque de Foggia-Bovino
- Giuseppe Rocco Favale (1989-2011)
- Ciro Miniero, (2011-2022)
- Vincenzo Calvosa (2023-  ), nommé archevêque coadjuteur de Tarente

## Sources
- « Diocese of Vallo della Lucania », sur www.catholic-hierarchy.org